# Gaugeac
Gaugeac é uma comuna francesa na região administrativa da Nova Aquitânia, no departamento Dordonha. Estende-se por uma área de 10,25 km². Em 2010 a comuna tinha 110 habitantes (densidade: 10,7 hab./km²).